# Condado de Saunders
El condado de Saunders (en inglés: Saunders County), fundado en 1856 y con su nombre en honor al gobernador Alvin Saunders, es un condado del estado estadounidense de Nebraska. En el año 2000 tenía una población de 19,215 habitantes con una densidad de población de 263 personas por km². La sede del condado es Wahoo.

## Geografía
Según la oficina del censo el condado tiene una superficie total de 1953 km² (754,1 mi²), de los que 1940 km² (749 mi²) son tierra y 13 km² (5 mi²) (o,65%) son agua.

## Condados adyacentes
- Condado de Dodge - norte
- Condado de Douglas - este
- Condado de Sarpy - este
- Condado de Cass - sureste
- Condado de Lancaster - sur
- Condado de Butler - oeste

## Demografía
Según el 2000 la renta per cápita media de los habitantes del condado era de 42.173 dólares y el ingreso medio de una familia era de 49.443 dólares. En el año 2000 los hombres tenían unos ingresos anuales 33.309 dólares frente a los 22.922 dólares que percibían las mujeres. El ingreso por habitante era de 18.392 dólares y alrededor de un 6.60% de la población estaba bajo el umbral de pobreza nacional.

## Ciudades y pueblos
- Ashland
- Yutan
- Wahoo
- Cedar Bluffs
- Ceresco
- Colon
- Ithaca
- Leshara
- Malmo
- Mead
- Memphis
- Morse Bluff
- Prague
- Valparaíso
- Weston